# Godsoordeel

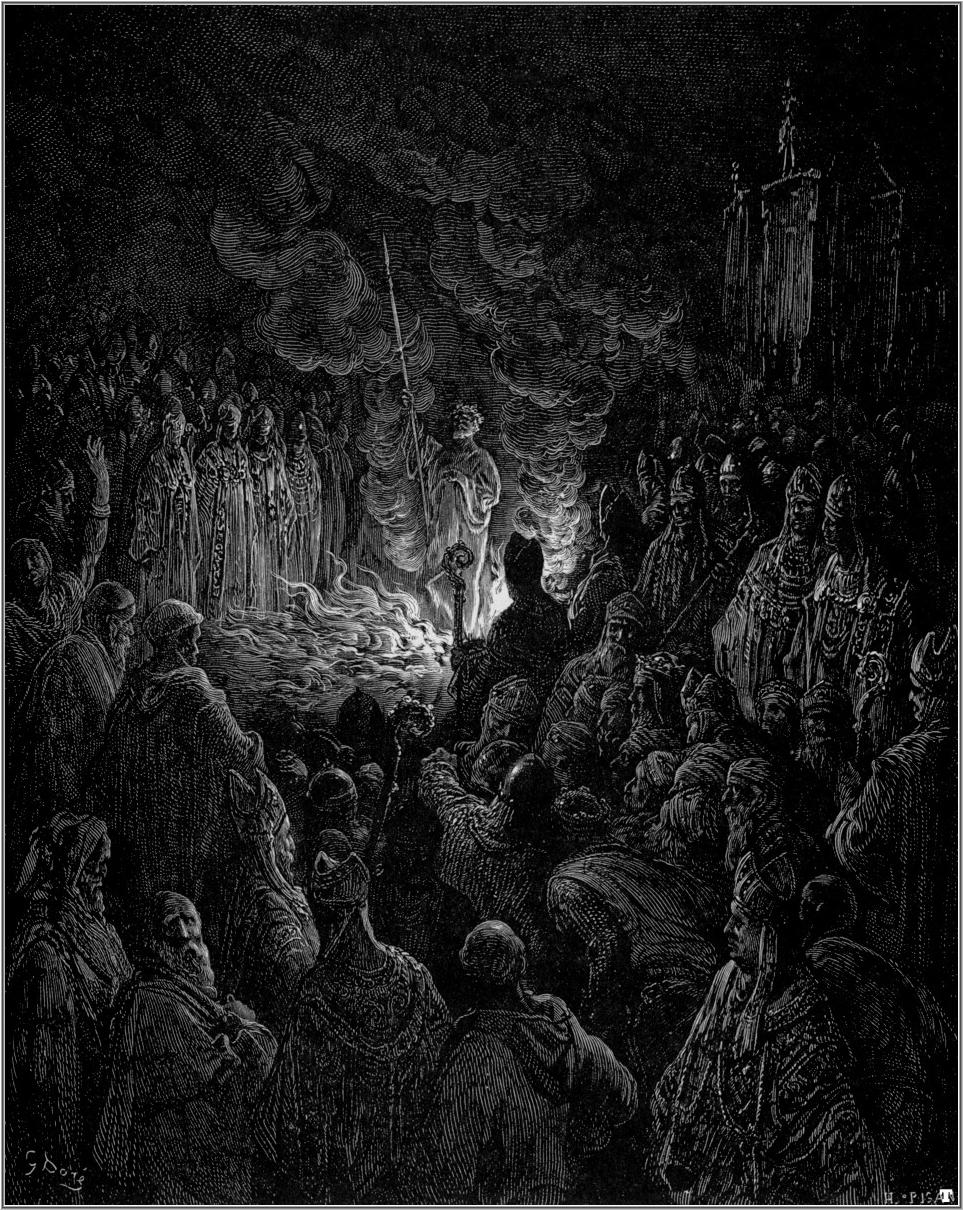
Het godsoordeel van Peter Bartholomeus

Het godsoordeel of ordalie is een rechtsprocedure waarmee de wil van een god wordt vastgesteld. Dat kan gebeuren met een proef of met een tweegevecht, waarbij de god zijn kampioen aan de overwinning zou helpen. Zo zou de schuld of onschuld van voor het gerecht gedaagde personen vastgesteld kunnen worden. 
In het Nabije Oosten was deze praktijk reeds bekend omstreeks het begin van het tweede millennium v.Chr., zoals in de Codex Hammurabi (1780 v.Chr.) die de waterproef voorschrijft bij de berechting van iemand die werd verdacht van tovenarij. In het Westen kwam de praktijk voor bij de Franken in de Romeinse tijd en kwam ook voor tijdens de middeleeuwen.

## Hebreeuwse Bijbel
In de Hebreeuwse Bijbel wordt de wil van God gevraagd met Urim en Tummim. Ze konden een vraag met ja of nee beantwoorden, maar ze konden ook zwijgen. Hoe dit in zijn werk ging, wordt niet duidelijk uit de Hebreeuwse Bijbel.
Bij de proef met het bittere water moest een vrouw die werd verdacht van overspel 'bitter water' drinken. Als ze schuldig was verschrompelde haar schoot; als ze onschuldig was, gebeurde er niets.

## Nieuwe Testament
Een godsoordeel kan ook op eenvoudigere wijze worden verkregen. In Handelingen 1:23-26 staat dat er geloot werd tussen Josef Barsabbas, die de bijnaam Justus had, en Mattias om te weten wie door God als vervanging van Judas Iskariot als apostel was aangewezen. Hoe er geloot werd is niet overgeleverd.

## Latere soorten
Het godsoordeel kon worden verkregen door de vuurproef, de waterproef of andere fysieke beproevingen. Het bewijsmiddel van het godsoordeel kon alleen worden ingeroepen tegen een ontkennende verdachte. Voor alle godsoordelen gold dat personen van aanzien zich konden laten vervangen door ondergeschikten of kampioenen. Zij zouden dan voor hem het leed moeten doorstaan, maar zijn schuld of onschuld hing dan ook van zijn vertegenwoordiger af.
- Bij de 'vuurproef' moest de beklaagde over gloeiende kolen lopen of een heet voorwerp vastnemen, waardoor hij brandwonden zou oplopen. Zijn schuld of onschuld hing af van het al dan niet goed genezen van die wonden. Er kon echter bij gemanipuleerd worden doordat men de voorwerpen of kolen zo heet kon maken als men wilde. In de Malleus Maleficarum uit 1486 werd afgerekend met de vuurproefvariant van het godsoordeel.
- Bij de 'heetwaterproef' werd heet water gebruikt in plaats van vuur. Ook hier kon gemanipuleerd worden: de watertemperatuur kon variëren van circa 47 °C (wat al als heet wordt aangevoeld) tot kokend.
- Bij de 'waterproef' werd de beklaagde in water ondergedompeld. Een onschuldige zou direct zinken; wie bleef drijven was behekst. Men dacht dat heksen lichter dan water waren en zouden blijven drijven. De beklaagde werd wel vastgemaakt aan een touw zodat hij of zij nog uit het water getrokken kon worden, maar soms kwam het toch voor dat mensen hierbij verdronken. In dat geval kregen ze een christelijke begrafenis en werden ze geacht naar de hemel te zijn gegaan. Anderzijds kon de beklaagde blijven drijven door luchtbellen in de kleding; ze werd dan direct tot heks bestempeld. De waterproef wordt beschreven in de Malleus maleficarum en werd steeds meer toegepast in de tweede helft van de zestiende eeuw. Jan Wier en de duiveljager Martin del Rio bestempelden de proef als onwetenschappelijk. De waterproef werd in 1593 in Holland verboden en in 1595 in Brabant.
- Bij de 'weegproef' werd een van hekserij beschuldigde (meestal een vrouw) gewogen en was schuldig als zij minder woog dan een bepaald gewicht.
- Bij de 'kruisproef', waarschijnlijk ingesteld door geestelijken, moesten beide partijen in een geschil zo lang mogelijk in kruishouding blijven staan, dat wil zeggen met de armen omhoog. Wie het eerst de armen liet zakken, bekende schuld.
- Het bloedrecht of baarbewijs waarbij een lijk in aanwezigheid van de moordenaar spontaan weer zou gaan bloeden, is verwant aan de godsoordelen, maar het is geen godsoordeel in engere zin. Alleen wanneer men aannam dat God de wonden liet bloeden was er sprake van een godsoordeel.
- In een 'gerechtelijk tweegevecht' werden twee vechters tegenover elkaar gesteld. Wie won, had God achter zich.
- Bij een andere beproeving gaf men de beklaagde een niet-dodelijke dosis gif. De onschuldige zou met Gods hulp niet ziek worden.

## Positie van de christelijke kerk
De kerkelijke positie werd bepaald door Lucas 4:12: "Maar Jezus antwoordde: 'Er is gezegd: “Stel de Heer, uw God, niet op de proef.”'" Met het tweede Concilie van Valence veroordeelde de Rooms-Katholieke Kerk in 855 formeel het tweegevecht. Het Vierde Lateraans Concilie (1215) bepaalde dat geestelijken niet meer mochten meewerken aan godsoordelen. Mede door de opkomst van de inquisitoriale procedure waarbij niet langer partijen de bewijsvoering van een proces moesten leveren, maar door de rechter een onderzoek ex officio (= ambtshalve) werd ingesteld, verdween het godsoordeel snel. De professionele onderzoeksprocedure van de Inquisitie werd overgenomen door de strafrechtbanken. In de zestiende/zeventiende eeuw kwam het wellicht voor dat van hekserij beschuldigden aan de weegproef werden onderworpen - er zouden minstens dertien certificaten zijn uitgereikt bij de waag van Oudewater.